# Пыжьяновский
Пыжьяновский (баш. Пыжьяновка) — деревня в Белебеевском районе Республики Башкортостан Российской Федерации. Входит в состав Усень-Ивановского сельсовета.
С 2005 современный статус.

## География

### Географическое положение
Расстояние до:
- районного центра (Белебей): 37 км,
- центра сельсовета (Усень-Ивановское): 21 км,
- ближайшей ж/д станции (Аксаково): 48 км.

## История
Название происходит от фамилии Пыжьянов.
Статус деревня, сельского населённого пункта, посёлок получил согласно Закону Республики Башкортостан от 20 июля 2005 года N 211-з «О внесении изменений в административно-территориальное устройство Республики Башкортостан в связи с образованием, объединением, упразднением и изменением статуса населенных пунктов, переносом административных центров», ст.1:

6. Изменить статус следующих населенных пунктов, установив тип поселения — деревня:

5) в Белебеевском районе:…

к) поселка Пыжьяновский Усень-Ивановского сельсовета

## Население
| 2002 | 2009 | 2010 |
| ---- | ---- | ---- |
| 4    | ↘3   | →3   |

Национальный состав
Согласно переписи 2002 года, преобладающая национальность — русские (50 %).